# Графическая система
Графи́ческая систе́ма в узком смысле — инвентарь общеобязательных графем, используемых в некоторой письменной традиции. В широком смысле — этот же инвентарь и так называемое базисное соответствие между графемами и фонемами.

## Базисное соответствие
Базисное соответствие может быть описано различными способами. Чаще всего на практике (например, в учебниках по иностранному языку, приложениях к словарям и т. п.) используется способ, состоящий в указании так называемого базисного правила чтения для каждой графической единицы, то есть графемы или графемного комплекса.
Графемный комплекс — это такое сочетание графем, чтение которого не выводится из базисных правил чтения его компонентов (франц. ai, нем. sch, англ. ch, греч. ου, арм. աւ и т. д.). Графемный комплекс из двух графем называется диграфом, из трёх — триграфом.
Базисное правило чтения данной графической единицы может представлять собой:
• указание одной или нескольких фонем, передаваемых этой графической единицей;
• указание модификаций, которые привносит данная графическая единица в чтение соседних графических единиц.

## Графика и орфография
В общем виде процесс чтения можно представить так:
1) По базисным правилам чтения цепочка графем преобразуется в одну или несколько цепочек фонем.
2) Недопустимые для данного языка фонемные цепочки выбывают из дальнейшего рассмотрения.
3) Оставшиеся цепочки фонем преобразуются в цепочку звуков (предполагается, что правила перехода от фонем к звукам формулируются в явном виде в описании данного языка).
4) Из получившихся цепочек звуков выбирается наиболее подходящая по контексту.
Если в процессе чтения цепочки графем А получается цепочка звуков а, то А считается графически правильной записью а. Например, для звуковой цепочки [мʌрόс] в русском языке являются графически правильными записи мороз, мароз, морос, марос.
Орфография, в отличие от графики, — это принятая в данной письменной традиции совокупность правил, предписывающих для данной словоформы определённое (т. н. «орфографически правильное») написание. Как правило, это одно из графически правильных написаний этой словоформы, однако существуют многочисленные исключения (напр. рус. того, где г передает [в]). Возможны также орфографии, допускающие почти любые графически правильные записи одного слова, а также взаимозаменяемость отдельных графем в определённых позициях: например, письменность древненовгородских берестяных грамот.